# Spasmager
Martin Høgfeldt (f. 1991), bedre kendt under kunsternavnet Spasmager, er en  dansk freestylerapper. Han har bl.a. vundet Den Gyldne Mikrofon ved MC's Fight Night i 2013, og er indehaver af hele 5 medaljer fra DM i Freestylerap.

## Karriere

### Tidlig karriere (MC's Fight Night)
Spasmager kvalificerede sig første gang til østfinalerne ved MC's Fight Night i 2010, hvor han tabte sin første battle til den kvindelige freestylerapper Vigsø. Nederlaget gav ikke point nok til at sende ham videre til finaleshowet i K.B. Hallen.
Det blev til gengæld tre år senere, at Spasmager for alvor slog sit navn fast, da han efter at have nået kvartfinalen ved MC's Fight Night Østfinalen fik point nok til at kvalificere sig blandt de otte bedste, som skulle konkurrere ved finaleshowet på Plænen i Tivoli. Foran 10.000 mennesker formåede Spasmager som den eneste useedede rapper at slå sin seedning, samt vinde awarden Den Gyldne Mikrofon for årets bedste punchline.

## Resultater ved DM
- 2016: 8-delsfinalen (0-3 til Vovepelsen)
- 2017: Semifinalist (0-3 til Elbanovic)
- 2018: Kvartfinalist (1-2 til Den Lette Gade)
- 2019: Finalist (0-3 til Elias Ben Afia)
- 2020: Deltog ikke.
- 2021: Deltog ikke.
- 2022: Finalist (1-2 til Den Lette Gade)
- 2023: Finalist (0-3 til Den Lette Gade)
- 2024: Semifinalist (1-2 til Elias Ben Afia)